# Гордон, Фиона
Фиона Гордон (англ. Fiona Gordon; род. 1957, Австралия) — канадская актриса, режиссёр, продюсер и сценаристка. Работает в творческом дуэте со своим мужем Домиником Абелем.

## Биография
Фиона Гордон родилась в Австралии, но выросла в Канаде. Закончила Виндзорский университет в Канаде, получив диплом по театральному искусству. В начале 1980-х годов она приехала в Париж, где поступила в театральную школу Жака Лекока, и там познакомилась со своим будущим мужем и партнёром Домиником Абелем. Вместе они основали компанию Courage My Love и начали выступать творческим дуэтом с гастролями по разным странам. В 1987 году пара оформила официальный брак.
Прежде чем выпустить свой первый полнометражный фильм под названием «Айсберг», Фиона и Доминик сняли несколько короткометражных фильмов. Позднее вместе с режиссёром Бруно Роми, Фиона и Доминик сняли второй полнометражный фильм под названием «Румба», в котором также сыграли главные роли. Фильм «Румба» повествует о двух сельских учителей — Фиону и Доминика — которые увлекаются латиноамериканскими танцами и неожиданно влюбляются друг в друга.
Следующей совместной работой Абель Гордон стала комедийная драма 2011 года «Феи», которая позиционировалась как современная сказка для взрослых.
В 2016 году дуэт выпустил свой очередной фильм под названием «Чудеса в Париже», в котором также снялись актёры Эммануэль Рива и Пьер Ришар. Сюжет фильма повествует о женщине, которая приехала в Париж, где встретила любовь всей своей жизни.